# هال هاغينز
هال آلان هاغينز (بالإنجليزية: Hal Alan Huggins) (1937 – 29 نوفمبر 2014) كان طبيب أسنان أمريكيًا وناشطًا في مجال ما يُعرف بـ "طب الأسنان البديل"، اشتهر بحملاته المناهضة لاستخدام حشوات الأملغم السنية وغيرها من العلاجات السنية التي اعتبرها غير آمنة.

## النشاط والجدل
بدأ هاغينز في الترويج لأفكاره خلال سبعينيات القرن العشرين، حيث لعب دورًا رئيسيًا في إثارة الجدل العلمي والعام حول استخدام حشوات الأملغم، وهي مزيج معدني يحتوي على الزئبق، كانت تُستخدم بشكل واسع في حشوات الأسنان.
ادّعى هاغينز أن لهذه المواد تأثيرات صحية خطيرة، وربط بينها وبين أمراض عصبية ومناعية، على الرغم من عدم وجود أدلة علمية موثوقة تدعم معظم مزاعمه.

## سحب رخصته المهنية
في عام 1996، تم سحب رخصة هاغينز لمزاولة طب الأسنان بعد أن أدانته لجنة مختصة بتهمة الإهمال الجسيم في الممارسة المهنية. رغم ذلك، واصل النشر والظهور الإعلامي مدعيًا أن الزئبق الموجود في الحشوات مسؤول عن مجموعة من الأمراض، بما في ذلك التصلب المتعدد ومرض الزهايمر.

## الانتقادات العلمية
تعرّض هاغينز لانتقادات واسعة من الأوساط الطبية والعلمية، ووصفت العديد من ادعاءاته بأنها تنتمي إلى "العلوم الزائفة" و"الدجل الطبي". كما وُضِع اسمه ضمن قوائم الجهات الطبية التحذيرية من قبل منظمات مختصة بالصحة العامة.

## المنشورات والكتب
واصل هال هاغينز نشر مؤلفاته حتى بعد سحب رخصته، وركّزت معظمها على العلاقة بين الزئبق وصحة الإنسان. من أبرز كتبه:
- It’s All in Your Head: The Link Between Mercury Amalgams and Illness – نُشر عام 1985، وهو من أشهر كتبه، ناقش فيه ما اعتبره العلاقة بين حشوات الأملغم وأمراض المناعة والأعصاب.
- Uninformed Consent: The Hidden Dangers in Dental Care – شارك في تأليفه مع توماس ليفي، وتناول فيه ما وصفه بالمخاطر الصحية الخفية في إجراءات طب الأسنان التقليدية.
- إضافة إلى مقالات دورية ومحاضرات مصوّرة نشرها عبر مواقع إلكترونية ومنصات بديلة للصحة.
رغم شعبيته في بعض الأوساط المعارضة للطب التقليدي، إلا أن كتبه قوبلت بالتشكيك والانتقاد الشديد من قبل الأطباء والجمعيات العلمية المختصة.

## الوفاة
توفي هال هاغينز في 29 نوفمبر 2014 عن عمر يناهز 77 عامًا، بعد مسيرة طويلة من الجدل حول آرائه وممارساته في مجال طب الأسنان.